# Логи (посёлок, Ленинградская область)
Логи — посёлок в Вистинском сельском поселении Кингисеппского района Ленинградской области.

## История

Земли посёлка Логи на карте 1940 года

Согласно топографической карте РККА 1940 года на месте современного посёлка находился консервный завод.
По данным 1966 года посёлок Логи в составе Кингисеппского района не значился.
По данным 1973 и 1990 годов посёлок Логи входил в состав Сойкинского сельсовета Кингисеппского района.
В 1997 году в посёлке Логи проживали 58 человек, посёлок входил в состав Сойкинской волости с административным центром в деревне Вистино, в 2002 году — 17 человек (русские — 88 %), в 2007 году — 14 человек.

## География
Посёлок расположен в северной части района на автодороге 41А-007 (Санкт-Петербург — Ручьи). 
Расстояние до административного центра поселения — 6 км.
Посёлок находится на Сойкинском полуострове, на берегу Финского залива.

## Демография
| 2007 | 2010 | 2017 |
| ---- | ---- | ---- |
| 14   | ↘10  | ↗11  |

### Национальный состав
Согласно данным Всероссийской переписи населения 2021 года в посёлке проживали 5 человек, все русские.

## Улицы
Прибрежная, Садовая.